# Gjadër (Fluss)
Der Gjadër (albanisch auch Gjadri) ist ein 40,5 Kilometer langer Fluss in Nordalbanien. Er entwässert ein Einzugsgebiet von 199 Quadratkilometern, mehrheitlich Bergland im Nordwesten der Mirdita zwischen Puka, Rrëshen, Lezha und Vau-Deja und mündet bei Vau-Deja in den Drin.

## Verlauf

### Ober- und Mittellauf
Der Gjadër hat seinen Ursprung in abgeschiedenem Berggebiet westlich vom Tal des Kleinen Fan, vier Kilometer westlich der Dörfer Gojan und Shkoza respektive rund zehn Kilometer südöstlich von Puka. Er entspringt einem Moor, das im Norden steil ins Tal des Bachs Shkoza abfällt, einem rechten Nebenbach des Kleinen Fan. Der Übergang zwischen den Tälern auf knapp über 1200 m ü. A. wird Livadhet e Hamzës genannt; drei Kilometer weiter nördlich liegt der Pass Qafe e Mollës (1001 m ü. A.), der das Tal des Kleinen Fan mit dem Tal des Gomsiqa-Bachs verbindet. Der Gomsiqa-Bach verläuft im Norden parallel zum Gjadër nach Nordwesten. Südlich des Moors befinden sich zwei große Quellen, eine wird Kroj i Gjeprit genannt.
Die ersten zehn Kilometer zieht sich der Bach nach Nordwesten durch fast unberührtes Bergland, das komplett unerschlossen ist. Er verliert schnell an Höhe und verläuft in einem tief eingeschnittenen Tal mit Flanken, die bis 600 Meter im Süden und 800 Meter im Norden hoch sind. Das Tal trennt die Bjeshkët e Tërbunit im Norden von den Bjeshkët e Kuzhnenit (Berge von Tërbun resp. Kuzhnen) im Süden.
Beim Dorf Vrith, das am Nordufer des Baches liegt, weitet sich das Tal erstmals ein wenig; auf der Südseite steigt der Hang noch immer sehr steil 500 Meter an. Es folgen nochmals drei Kilometer enges Tal, bevor es sich allmählich bei Kailvaç weitet.
Ab Kalivaç verläuft der Fluss nach Nordwesten – parallel zum Küstengebirge, den nördlichen Ausläufern des Skanderbeggebirges. Der Fluss fließt nicht mehr in seinem eigenen engen Tal, sondern in einem breiten Becken, das sich über rund 60 Kilometer von Klos im Süden bis nach Kalivaç und darüber hinaus zwischen dem Küstengebirge und den Zentralen Bergstöcken Albaniens erstreckt.
Kennzeichnend für diesen Bereich ist das breite Schwemmbecken. Das Kiesbett des Flusses ist bei Vig zum Teil gegen einen Kilometer breit. Hier nimmt der Gjadër auch einen größeren Zufluss von Süden auf. Unterhalb von Vig verschmälert sich das Tal allmählich wieder. Weitere kleine Bäche münden von Osten in den Fluss.
Nach rund zwölf Kilometern tritt der Fluss bei Gryka e Gjadrit (Gjadër-Schlucht) durch die letzten Hügel in die Ebene aus. Die Hügel im Nordosten erreichen keine 200 m ü. A. und sind somit deutlich tiefer als die Ausläufer des Skanderbeggebirges im Südwesten (Mali i Shitës, 614 m ü. A.).

### Neue Mündung

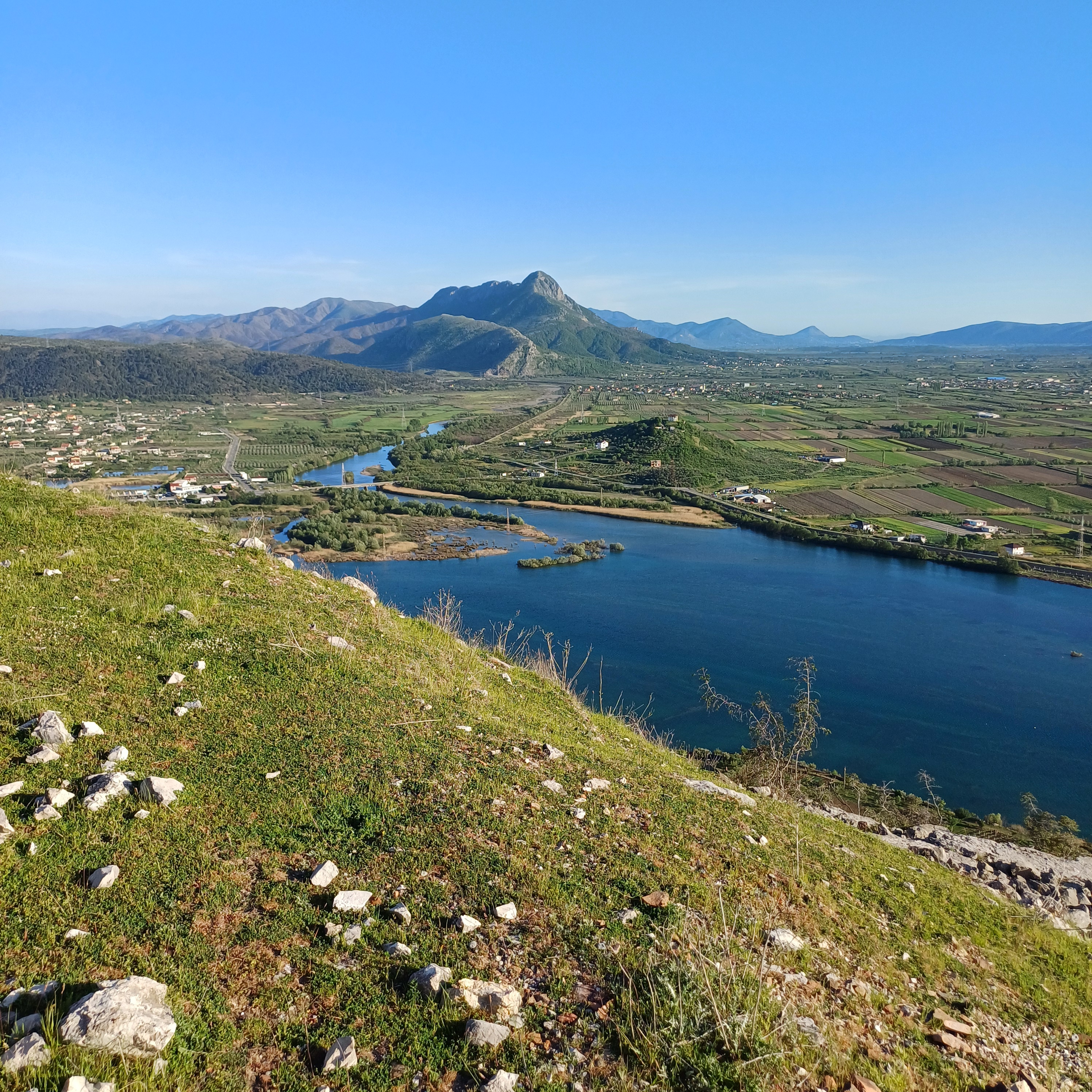
Mündung des Gjadër in den Drin bei Vau-Deja

Seit 1954 verläuft der Fluss weiter nach Nordwesten respektive bald nach Norden durch die Ebene. Im Rahmen der Melioration der Zadrima-Ebene, früher ein über weite Strecken versumpftes Gebiet, wurde der Gjadër umgeleitet. Ein großer Damm westlich der Brücke Ura e Gjadrit verweist den Fluss in sein neues Bett. Nach rund dreieinhalb Kilometern mündet der Gjadër zwischen Vau-Deja und Medja in den Drin.

### Altlauf
Vor der Trockenlegung der Ebene und der Umleitung wand sich der Gjadër nach Südwesten, später sogar nach Süden, den Mali i Shitës auf drei Seiten umfließend. Nach dem Dorf Hajmel floss er, wieder in südwestliche Richtung, quer durch die Zadrima-Ebene.
Das schmale Flüsslein, das sich noch heute durch die Ebene windet, zahlreiche Entwässerungskanäle aufnehmend, wird noch heute als Gjadër bezeichnet. Es mündet beim Dorf Gjadër, das ebenfalls seinen Namen trägt, in den Alten Drin. Dieser ehemalige Flusslauf des Drin ist aufgrund natürlicher Veränderungen des Flusslaufs im 19. Jahrhundert und menschlichen Eingriffen im 20. Jahrhundert auch nicht mehr viel mehr als ein Entwässerungskanal.

## Wasserkraftwerke
Ende der 2010er Jahre wurde am Gjadër mit dem Bau einer Kaskade von Kleinwasserkraftwerken begonnen, so dass heute über einen Großteil des Flusslaufs nur noch Restwasser im Bett fließt.
Ein erstes Wasserkraftwerk liegt am Fluss oberhalb von Vrith, ein zweites gleich am unteren Dorfrand. Das dritte Kraftwerk befindet sich in der darauffolgenden Schlucht, das vierte an deren Ende. Das fünfte wurde bei Vig auf der anderen Talseite errichtet, das sechste beim Dorf Mnella. Das Wasser wird jeweils knapp unterhalb eines Kraftwerks gefasst und mittels Kanal oder Druckleitung zum nächsten geleitet. Die geplante Leistung aller Kraftwerke zusammen beträgt 24938 kW, die jährliche Produktion 64.000.000 kWh.
| Kraftwerk      | Wasserfassung             | Wasserfassung | Leitung       | Leitung              | Leitung          | Turbinenhaus              | Turbinenhaus | Turbinenhaus | Turbinenhaus  | Bemerkung          |
| Kraftwerk      | Lage                      | Höhe          | Kanal (Meter) | Druckleitung (Meter) | Fallhöhe (Meter) | Lage                      | Höhe         | Turbinen     | Leistung (kW) | Bemerkung          |
| -------------- | ------------------------- | ------------- | ------------- | -------------------- | ---------------- | ------------------------- | ------------ | ------------ | ------------- | ------------------ |
| Gjadër Nr. 1/1 | ca. 6 km östlich Vrith    | 790 m ü. A.   | 2500          | 700                  | 150              | ca. 4 km östlich Vrith    | 640 m ü. A.  | 1 × Pelton   | 2134          | 1,62 m³/s          |
| Gjadër Nr. 1/2 | ca. 4 km östlich Vrith    | 635 m ü. A.   | 3500          | 900                  | 197              | Vrith, unterer Dorfrand   | 433 m ü. A.  | 1 × Pelton   | 4406          |                    |
| Gjadër Nr. 2   | Vrith, unterer Dorfrand   | 406 m ü. A.   | 10            | 2100                 | 67               | ca. 2,5 km westlich Vrith | 337 m ü. A.  | 2 × Francis  | 2938          | kleines Staubecken |
| Gjadër Nr. 3   | ca. 2,5 km westlich Vrith | 334 m ü. A.   | 700           | 1400                 | 87               | Gjobardhaj (Kalivaç)      | 245 m ü. A.  | 2 × Francis  | 3874          |                    |
| Gjadër Nr. 4   | Gjobardhaj (Kalivaç)      | 240 m ü. A.   | 1200          | 3100                 | 116              | Vig                       | 120 m ü. A.  | 2 × Francis  | 5922          | kleines Staubecken |
| Gjadër Nr. 5   | Vig                       | 116 m ü. A.   | 2500          | 500                  | 44               | Mnella                    | 067 m ü. A.  | 2 × Francis  | 5619          |                    |